# محاريات جناحية وأشباهها
المحاريات الجناحية وأشباهها (الاسم العلمي: Pterioida) هي رتبة من الحيوانات تتبع طائفة ذوات المصراعين.

## التصنيف
- المحارينات الجناحية
  - المحارات الجناحية